# Schoepit
Schoepit ist ein selten vorkommendes Mineral aus der Mineralklasse der „Oxide und Hydroxide“. Es kristallisiert im orthorhombischen Kristallsystem mit der chemischen Zusammensetzung [(UO2)4|O|(OH)6]·6H2O und entwickelt meist durchsichtige und diamanten glänzende Kristalle mit tafeligem, aber auch kurzprismatischem Habitus nach {001} und zitronengelber, schwefelgelber oder bräunlichgelber Farbe bei hellgelber Strichfarbe. Selten treten auch mikrokristalline Mineral-Aggregate auf.

## Etymologie und Geschichte
Erstmals entdeckt wurde Schoepit 1922 in der „Shinkolobwe Mine“ (Kasolo Mine) in der heute zur Demokratischen Republik Kongo (Zaire) gehörenden Provinz Katanga und beschrieben 1923 von Thomas Leonard Walker, der es nach dem belgischen Geograph und Mineralogen Alfred Schoep benannte.
Das Typmineral befindet sich im Royal Ontario Museum in Toronto, Kanada.

## Klassifikation
In der mittlerweile veralteten, aber noch gebräuchlichen 8. Auflage der Mineralsystematik nach Strunz gehörte der Schoepit zur Mineralklasse der „Oxide und Hydroxide“ und dort zur Abteilung der „Uranyl-Hydroxide und -Hydrate“, wo er zusammen mit Ianthinit, Metaschoepit, Metastudtit, Paraschoepit und Studtit eine eigenständige Gruppe bildete.
Die seit 2001 gültige und von der International Mineralogical Association (IMA) verwendete 9. Auflage der Strunz’schen Mineralsystematik ordnet den Schoepit ebenfalls in die Klasse der „Oxide und Hydroxide“ und dort in die Abteilung der „Uranyl Hydroxide“ ein. Diese Abteilung ist allerdings weiter unterteilt nach der möglichen Anwesenheit weiterer Kationen, so dass das Mineral entsprechend seiner Zusammensetzung in der Unterabteilung „Ohne zusätzliche Kationen“ zu finden ist, wo es nur noch zusammen mit Metaschoepit und Paraschoepit die Schoepitgruppe 4.GA.05 bildet.
Auch die Systematik der Minerale nach Dana ordnet den Schoepit in die Klasse der „Oxide und Hydroxide“, dort allerdings in die Abteilung der „Uran- und thoriumhaltigen Oxide“ ein. Hier ist er ebenfalls zusammen mit Metaschoepit und Paraschoepit in der unbenannten Gruppe 05.02.01 innerhalb der Unterabteilung „Uran- und thoriumhaltige Oxide mit einer Kationenladung von 6+ (AO3), und wasserhaltig“ zu finden.

## Kristallstruktur
Schoepit kristallisiert orthorhombisch in der Raumgruppe P21ca (Raumgruppen-Nr. 29, Stellung 4) mit den Gitterparametern a = 14,34 Å; b = 16,81 Å und c = 14,73 Å sowie 8 Formeleinheiten pro Elementarzelle.
Die Kristallstruktur des Schoepits ist topologisch identisch mit der des Fourmarierit. Das Uranatom weist eine pentagonal-bipyramidale Geometrie auf, wobei die Uranyl-Sauerstoffatome auf den Achsen sitzen und die äquatoriale Ebene Schichten kanten- und eckenverknüpfter Sauerstoffatome bildet.

## Eigenschaften
Das Mineral ist durch seinen Urangehalt von bis zu 72,9 % als sehr stark radioaktiv eingestuft und weist eine spezifische Aktivität von etwa 130,5 kBq/g auf (zum Vergleich: natürliches Kalium 0,0312 Bq/g).
Unter UV-Licht zeigen manche Schoepite eine grüne Fluoreszenz.

## Modifikationen und Varietäten
Bei ihrer Untersuchung verschiedener Uranyl-Oxid-Hydrate fiel Christ und Clark auf, dass das Beugungsmuster von Schoepit-Kristallen die Anwesenheit von drei unterschiedlichen Phasen zeigt. Die Autoren kommen in ihrer Studie zu dem Schluss, dass es sich bei diesen Phasen Schoepit („Schoepit I“), Metaschoepit („Schoepit II“) und Paraschoepit („Schoepit III“) handelt. Sie geben folgende Kristallparameter an:
Schoepit I kristallisiert orthorhombisch in der Raumgruppe Pbca (Nr. 61) mit den Gitterparametern a = 14,33 Å; b = 16,79 Å und c = 14,73 Å.
Schoepit II kristallisiert orthorhombisch in der Raumgruppe Pbna (Nr. 60, Stellung 5) mit den Gitterparametern a = 13,99 Å; b = 16,72 Å und c = 14,73 Å.
Schoepit III kristallisiert orthorhombisch in der Raumgruppe Pbca (Nr. 61) mit den Gitterparametern a = 14,12 Å; b = 16,83 Å und c = 15,22 Å.
Einige der untersuchten Kristalle zeigten einen bernsteinbraunen Kern (Schoepit I), der von gelben nadelförmigen Kristallen (Schoepit II oder Schoepit III) umgeben war, deren Morphologie der des originären Kristalls entspricht. Das Beugungsbild von Schoepit III stimmt mit dem überein, das Schoep und Stradiot bereits 1947 für Paraschoepit gefunden haben. Selbst optisch sehr reine bernstein-braune Kristalle (Schoepit I) zeigen im Röntgen-Experiment die Anwesenheit von Schoepit II. Die Daten für Schoepit I stimmen mit denen überein, die Billiet und de Jing 1935 für Schoepit bestimmt haben. Die Umwandlung von Schoepit I zu Schoepit II und Schoepit III wird dem fortschreitenden Verlust an Kristallwasser zugeschrieben. Wiederholte Untersuchungen an diesen Kristallen zeigten, dass die Umwandlung kontinuierlich von Phase I in Phase II und/oder Phase III übergeht, selbst in einer mit Wasserdampf gesättigten Atmosphäre. Völlig gelbe Kristalle von Schoepit III wandeln sich auch nicht wieder in Schoepit I um. Ebenso wurde beobachtet dass, wenn ein bernsteinbrauner Schoepit-Kristall unter dem Mikroskop mit einer Nadel gespalten wird, sich die Spaltflächen aufgrund des entweichenden Kristallwassers gelb färben. Diese Dehydratisierung konnte auch nachgewiesen werden, indem ein bernsteinbrauner Kristall über konzentrierter Schwefelsäure aufbewahrt wurde. Nach wenigen Stunden formte sich ein gelbes Pulver.

## Bildung und Fundorte

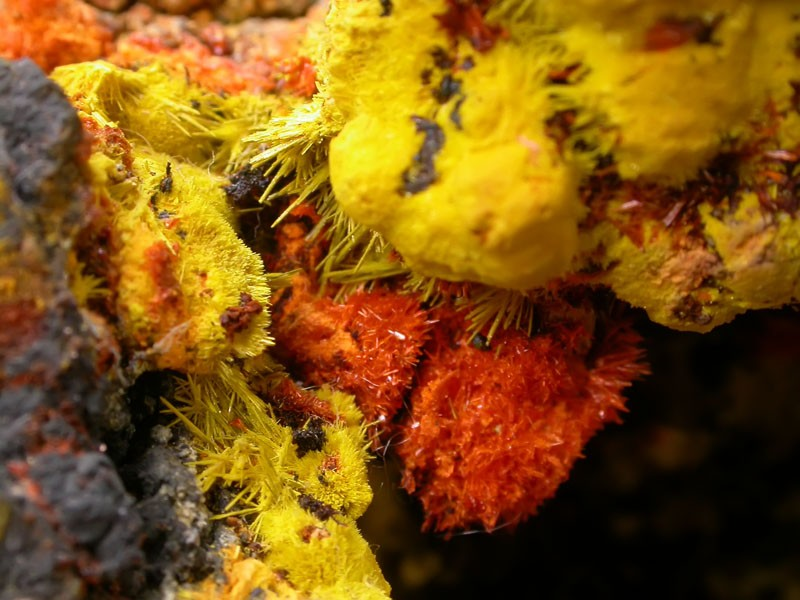
Schoepit (gelb), Curit (rot), Uraninit (graue Matrix) aus der Shinkolobwe Mine

Schoepit bildet sich als seltenes Umwandlungsprodukt aus Uraninit durch hydrothermale Vorgänge in Uran-Lagerstätten und ist entsprechend meist in Paragenese mit diesem, aber auch mit Arsenuranylit, Becquerelit, Billietit, Curit, Fourmarierit, Ianthinit, Metazeunerit, Nováčekit, Paraschoepit, Rutherfordin, Soddyit, Uranophan, Uranospinit und Vandendriesscheit zu finden.
Häufig findet sich Schoepit als direktes Umwandlungsprodukt des an Luft instabilen Ianthinits. Vollständige Pseudomorphosen nach Ianthinit werden auch „Epi-Ianthinit“ genannt. Schoepit selbst verwandelt sich an Luft langsam zu Metaschoepit ((UO3)·nH2O n≈2), indem zunächst das Kristallwasser zwischen den Schichten des Kristallgitters entweicht, so dass es schließlich zu einem Zusammenbruch des Gitters und einer anschließenden Umordnung zu einer stabileren Struktur kommt. Für gewöhnlich zeigen die Kristalle des Schoepits Verwachsungen beider Minerale. In diesem Zusammenhang wird diskutiert, dass sich Metaschoepit noch weiter zu „dehydratisiertem Schoepit“ (((UO3)·nH2O n≈ 0,75 - 1)) umwandelt.
Als seltene Mineralbildung konnte Schoepit nur an wenigen Fundorten nachgewiesen werden, wobei bisher (Stand: 2013) rund 90 Fundorte als bekannt gelten. Neben seiner Typlokalität „Shinkolobwe Mine“ trat das Mineral in der Demokratischen Republik Kongo noch in der „Musonoi Mine“ bei Kolwezi und im Urantagebau östlich von Kamoto zutage.
In Deutschland fand sich Schoepit unter anderem im „Kirchheimerstollen“ bei Baden-Baden-Müllenbach, auf den inzwischen nicht mehr zugänglichen Halden der Uranlagerstätte Krunkelbachtal nahe Menzenschwand sowie in der Grube Clara bei Oberwolfach in Baden-Württemberg; im „Johannesschacht“ bei Wölsendorf in Bayern; am Bühlskopf bei Ellweiler in Rheinland-Pfalz und bei Schneeberg im sächsischen Erzgebirge.
Der einzige bisher bekannte Fundort in der Schweiz ist eine Kluft am Albignagletscher im Kanton Graubünden.
Weitere Fundorte liegen unter anderem in Argentinien, Australien, China, Frankreich, in Gabun, Italien, Japan, Kanada, Mexiko, Neuseeland, Norwegen, Russland, Tadschikistan, Tschechien, Ungarn, im Vereinigten Königreich (England, Schottland) sowie in mehreren Bundesstaaten der USA (Arizona, Colorado, Maine, New Hampshire, Utah).